# Rozdroże Cafe
Rozdroże Cafe – polski film fabularny (dramat) z 2005 roku w reżyserii Leszka Wosiewicza. Zdjęcia kręcono od 19 listopada 2004 do 4 marca 2005. Powstały one najpierw w okresie od 19 listopada do 19 grudnia 2004 w ciągu 27 dni, natomiast 4 marca 2005 dokręcono scenę finałową.

## Fabuła
Opowieść o młodym, ambitnym człowieku z prowincji – Grzegorzu. Wraz ze swoimi przyjaciółmi dokonuje on napadu, w którym giną 4 osoby.

## Obsada
- Robert Olech jako Grześ
- Maria Pakulnis jako matka
- Jacek Rozenek jako Matys
- Dominika Markuszewska jako Dusia
- Piotr Głowacki jako Michał
- Cezary Łukaszewicz jako Irek
- Mirosław Zbrojewicz jako Gerard
- Krzysztof Kolberger jako senator
- Agnieszka Krukówna jako Katarzyna
- Martyna Peszko jako Mariola
- Sara Zagańczyk jako Lusia
- Damian Suchodolski jako Mak
- Marcin Bosak jako ksiądz Andrzej

## Nagrody

### Przegląd Filmowy Prowincjonalia
- Kazik – najlepsza muzyka (2006)
- Leszek Wosiewicz – najlepszy film (2006), nagroda dziennikarzy (2006)

### FPFF Gdynia
- Krzysztof Raczyński – najlepszy montaż (2005)
- Leszek Wosiewicz – najlepszy montaż (2005), najlepszy reżyser (2005)